# شهرستان فویو (هئی‌لونگ‌جیانگ)
شهرستان فویو (به چینی: 勃利县) یک شهرستان در استان هئی‌لونگ‌جیانگ چین است که در تابعیت شهر چیچیهار قرار دارد.
این شهرستان محل سکونت قوم ترک‌زبان «قرقیزِ فویو» می‌باشد. مردم قرقیز فویو، مجزا از مردم قرقیز می‌باشند. قرقیز فویو بودایی-مذهب هستند، و زبان آن‌ها متعقل به خانوادهٔ زبان‌های ترکی سیبری می‌باشد، اما مردم قرقیز مسلمان بوده و زبان قرقیزی از خانوادهٔ زبان‌های قبچاقی می‌باشد. مردم خاکاس و یوغور (اویغور زرد) از نظر فرهنگی و زبانی نزدیکترین اقوام به مردم قرقیز فویو می‌باشند. در گذشته مردم قرقیز فویو در منطقهٔ قزل‌سو در سین‌کیانگ، و در همسایگی مردم قرقیز زندگی می‌‌کردند، اما حدود ۲۰۰ سال پیش، این قوم به منچوری کوچانده شد.
در شهرستان فویو، مردم «قرقیز فویو» در قصبه قومیتی‌ای مشترک با منچوها و دائورها زندگی می‌کنند.

## تقسیمات اداری
شهرستان فویو به ۶ شهرک، ۳ قصبه، و ۱ قصبه قومیتی (مشترکاً برای دائورها،‌منچوها، قرقیز فویو) تابعه تقسیم شده است. 
- شهرک اِرداووان (二道湾镇، Èrdàowān zhèn)
- شهرک تاها (塔哈镇، Tǎhā zhèn)
- شهرک فولو (富路镇، Fùlù zhèn)
- شهرک فولو (富路镇، Fùlù zhèn)
- شهرک فوهای (富海镇، Fùhǎi zhèn)
- شهرک لونگ‌آن‌چیاو (龙安桥镇، Lóng'ānqiáo zhèn)

- قصبه ژونگ‌هوو (忠厚乡، Zhōnghòu xiāng)
- قصبه شاوون (绍文乡، Shàowén xiāng)
- قصبه فان‌رونگ (繁荣乡، Fánróng xiāng)

- ‌ قصبه قومیتی دائور و منچو و قرقیز یوویی
  - (友谊达斡尔族满族柯尔克孜族乡، Yǒuyì dáwò'ěrzú mǎnzú kē'ěrkèzīzú xiāng)
  - (Yeuyi Daor aimn Manj aimn Girgiz aimn tors)
  - (Yeüyi Daur čonïng Manču čonïng Gïrgïs čonïng aalï)
  - (ᠶᡝᠣ ᠶᡳ ᡩᠠᡤᡠᡵ ᡠᡴᠰᡠᡵᠠ ᠮᠠᠨᠵᡠ ᡠᡴᠰᡠᡵᠠ ᡤᡳᡵᡤᡳᡯ ᡠᡴᠰᡠᡵᠠ ᡤᠠᡧᠠᠨ، yeo yi dagur uksura manju uksura girgidz uksura gašan)